# Bobsleigh nos Jogos Olímpicos de Inverno da Juventude de 2016
As competições de bobsleigh nos Jogos Olímpicos de Inverno da Juventude de 2016 foram disputadas no Lillehammer Olympic Sliding Centre, em Lillehammer, na Noruega, no dia 20 de fevereiro. Dois eventos foram realizados, um masculino e outro feminino de monobob, que substituiu os eventos de duplas disputados na edição anterior.

## Calendário
| Fevereiro | 12 | 13 | 14 | 15 | 16 | 17 | 18 | 19 | 20 | 21 |
| --------- | -- | -- | -- | -- | -- | -- | -- | -- | -- | -- |
| Bobsleigh |    |    |    |    |    |    |    |    | 2  |    |

|  | Dia de final |

## Qualificação
Cada país pode enviar 6 atletas (3 masculinos e 3 femininos). O ranking da Federação Internacional de Bobsleigh e de Tobogganing (IBSF) foi usado para alocar as vagas por país. O número de vagas foi limitado a 15 por gênero, incluindo o país-sede. Países sem representação continental puderam enviar representantes com número de vagas limitado: 1 por gênero.

### Distribuição das vagas
A distribuição respeitou os critérios do ranking mundial da IBSF.
| Evento          | Total | Masculino | Feminino |
| --------------- | ----- | --- | --- |
| País-sede       | 1     | NOR Noruega | NOR Noruega |
| Ranking Mundial | 14    | GER Alemanha AUT Áustria BRA Brasil CAN Canadá KOR Coreia do Sul SVK Eslováquia ESP Espanha GBR Grã-Bretanha JAM Jamaica LIE Liechtenstein ROU Romênia RUS Rússia SUI Suíça USA Estados Unidos | GER Alemanha GER Alemanha AUT Áustria BRA Brasil CAN Canadá CAN Canadá CRO Croácia GBR Grã-Bretanha GBR Grã-Bretanha ROU Romênia RUS Rússia RUS Rússia SUI Suíça USA Estados Unidos |
| TOTAL           |       | 15 | 15 |

### Sumário
| CONs               | Masculino | Feminino | Total |
| ------------------ | --------- | -------- | ----- |
| GER Alemanha       | 1         | 2        | 3     |
| AUT Áustria        | 1         | 1        | 2     |
| BRA Brasil         | 1         | 1        | 2     |
| CAN Canadá         | 1         | 2        | 3     |
| KOR Coreia do Sul  | 1         |          | 1     |
| CRO Croácia        |           | 1        | 1     |
| SVK Eslováquia     | 1         |          | 1     |
| ESP Espanha        | 1         |          | 1     |
| USA Estados Unidos | 1         | 1        | 2     |
| GBR Grã-Bretanha   | 1         | 2        | 3     |
| JAM Jamaica        | 1         |          | 1     |
| LIE Liechtenstein  | 1         |          | 1     |
| NOR Noruega        | 1         | 1        | 2     |
| ROU Romênia        | 1         | 1        | 2     |
| RUS Rússia         | 1         | 2        | 3     |
| SUI Suíça          | 1         | 1        | 2     |
| Total de atletas   | 15        | 15       | 30    |
| Total de CONs      | 15        | 10       | 16    |

## Medalhistas
Masculino
| Evento           | Ouro                        | Prata                    | Bronze                     |
| ---------------- | --------------------------- | ------------------------ | -------------------------- |
| Monobob detalhes | Jonas Jannusch GER Alemanha | Maksim Ivanov RUS Rússia | Kristian Olsen NOR Noruega |

Feminino
| Evento           | Ouro                     | Prata                        | Bronze                           |
| ---------------- | ------------------------ | ---------------------------- | -------------------------------- |
| Monobob detalhes | Laura Nolte GER Alemanha | Mercedes Schulte AUT Áustria | Kelsea Purchall GBR Grã-Bretanha |

## Quadro de medalhas
| Ordem | País             | Medalha de ouro | Medalha de prata | Medalha de bronze |   |
| ----- | ---------------- | --------------- | ---------------- | ----------------- | - |
| 1     | GER Alemanha     | 2               |                  |                   | 2 |
| 2     | AUT Áustria      |                 | 1                |                   | 1 |
|       | RUS Rússia       |                 | 1                |                   | 1 |
| 4     | GBR Grã-Bretanha |                 |                  | 1                 | 1 |
|       | NOR Noruega      |                 |                  | 1                 | 1 |
| TOTAL | TOTAL            | 2               | 2                | 2                 | 6 |